# カミナリ火口
カミナリ火口（カミナリかこう、英: Kami-Nari Patera）は、木星の衛星イオの火口や端に複雑な扇形のクレーター。
2000年にカミナリ火口と名づけられた、名前は日本語の雷の別称神鳴りに由来する、直径約53km。